# Andrzejewski (herb szlachecki)
Andrzejewski – polski herb szlachecki używany przez rodzinę pochodzenia tatarskiego.

## Opis herbu
W polu barwy niewiadomej rogacina rozdarta na trzy.

## Najwcześniejsze wzmianki
Z roku 1525 pochodzi wzmianka o protoplaście rodu Andrzejewskich - Andryszu Kadyszewiczu.

## Herbowni
Andrzejewski.